# Cercle royal du Parc
Pour les articles homonymes, voir CRP.
Le Cercle royal du Parc (CRP), gentlemen's club fondé à Bruxelles en 1842, était établi primitivement dans un hôtel de la rue Royale et de l'impasse du Parc dont il prit le nom. Il déménagea une première fois en 1867 puis, en 1970, s'installa avenue du général de Gaulle, face aux étangs d'Ixelles.

## Membres notables
- Marc-Antoine, Baron de Schoutheete de Tervarent (président)
- Baron de Chestret de Haneffe (secrétaire général)
- Baron Gaëtan van der Bruggen (trésorier)

## Membres
- Liste des membres sur le site officiel

## Citation
« Le Cercle royal du Parc a conclu des accords de réciprocité avec 23 prestigieux cercles à l’étranger, ce qui donne le privilège à ses membres de pouvoir y accéder. »